# Orde de Ho Chi Minh

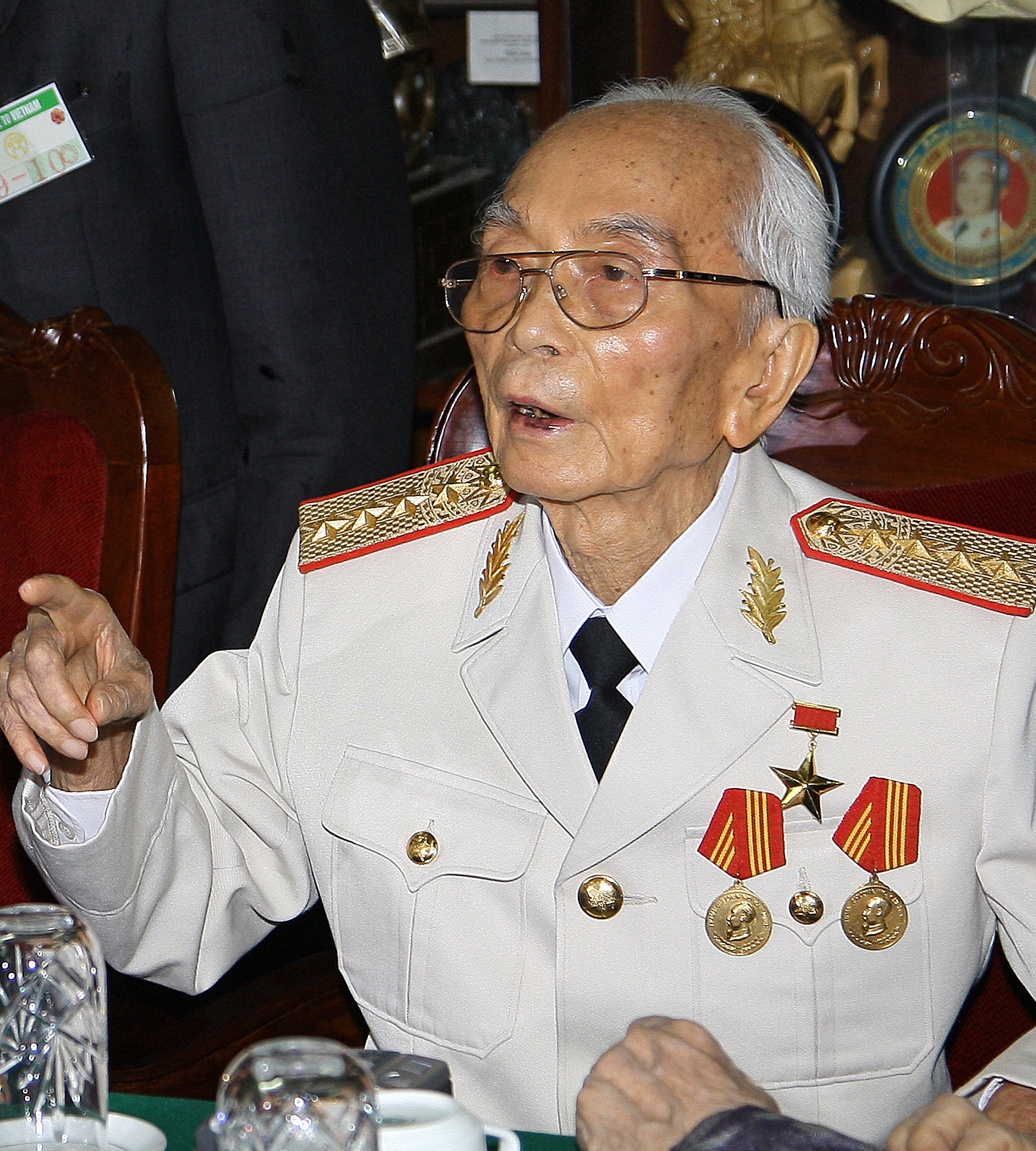
Võ Nguyên Giáp portant dos Ordes de Ho Chi Minh

L'Orde de Ho Chi Minh (en vietnamita Huân chương Hồ Chí Minh) és una condecoració de la República Socialista del Vietnam que es va fundar el 6 de juny de 1947. El creador de l'ordre va ser el president Hồ Chí Minh.
L'Orde de Ho Chi Minh es concedeix o es dona a títol pòstum a persones que han prestat serveis meritoris o van realitzar èxits destacats en els àmbits polític, econòmic, social, literari, artístic, científic, tecnològic, de defensa o seguretat i diplomàtic.
Quan es va instituir per primera vegada, l'Orde de Ho Chi Minh tenia 3 graus, però el 1981 l'Orde es va convertir en un de sol. Actualment, l'Orde Ho Chi Minh és el segon orde nacional més alt de la República Socialista del Vietnam (després de l'Orde de l'Estrella d'Or). L'Orde es concedeix a ciutadans que han prestat serveis destacats a l'Estat o a membres de l'Exèrcit Popular del Vietnam per actes de valentia en acció contra una força enemiga. També es pot adjudicar la condecoració a ciutats, regions, col·lectius, unitats militars i vaixells pels mateixos motius.